# Вардлеј дворана
Вардлеј дворана (енгл. Wardley Hall) је средњовековна племићка кућа која је изграђена у Вардлеју, предграђу града Ворслеј у Ширем Манчестеру у Уједињеном Краљевству. Датира из 1500. али обновљена је у 19. и 20. веку. 1894. рестаурацију је завршио Џон Даглас.
Лобања светог Амброза Барлоуа који је био један од 40 мученика у Енглеској и Велсу је очувана и налази се на врху главног степеништа. Он је убијен 10. септембра 1641. Његова лобања је наводно вриштећа лобања. Због лобање се у овој дворани дешавају паранормални феномени.